# Jednostka regionalna Chalkidiki
Jednostka regionalna Chalkidiki (nwgr.: Περιφερειακή ενότητα Χαλκιδικής) – jednostka administracyjna Grecji w regionie Macedonia Środkowa. Powołana do życia 1 stycznia 2011, zamieszkana przez 101 tys. mieszkańców (2021).
W skład jednostki wchodzą gminy:
- Aristotelis (2),
- Kassandra (4),
- Nea Propondida (3),
- Polijiros (1),
- Sithonia (5).